# ژیلبر السپ
ژیلبر السپ (انگلیسی: Gilbert Alsop؛ ۲۲ سپتامبر ۱۹۰۸ – ۱۶ آوریل ۱۹۹۲ (aged 83)) بازیکن فوتبال اهل بریتانیا بود.
از باشگاه‌هایی که در آن بازی کرده‌است می‌توان به باشگاه فوتبال والسال، باشگاه فوتبال کاونتری سیتی، باشگاه فوتبال ایپسویچ تاون، باشگاه فوتبال دومبارتون، باشگاه فوتبال وست برومویچ آلبیون، و باشگاه فوتبال بث سیتی اشاره کرد.